# Aman, de la perfidie
Pour les articles homonymes, voir Aman.
Aman, de la perfidie est une pièce de théâtre de Pierre Matthieu publiée en 1589. C'est une tragédie en cinq actes inspirée par la pièce éponyme publiée vingt ans plus tôt par le poète poitevin André de Rivaudeau.

## Résumé
- Acte I : Mardochée se lamente sur son peuple. Le chœur déplore le vice. Mardochée révèle à Esther le complot des eunuques. Assuere est déterminé à se venger. Les Princes finissent par approuver ce désir de vengeance. Le chœur déplore les vices de la cour.
- Acte II : Aman est nommé conseiller. Le chœur condamne son orgueil. Mardochée se lamente sur le sort de son peuple. Le chœur des Hébreux est confiant en Dieu. Aman convainc le roi de mettre à mort les Hébreux. Le chœur décrit l'envie.
- Acte III : Mardochée dénonce les ravages causés par l'or et manifeste sa confiance en Dieu. Esther invite le roi à souper le lendemain, avec Aman. Le chœur pense que Dieu n'abandonnera pas les Juifs. Devant son épouse Zarès, Aman dit le mal qu'il pense de Mardochée et décide de le faire tuer. Le chœur déplore l'instabilité de la fortune.
- Acte IV : Aman ne comprend pas la situation: c'est son rival qui va être récompensé. Le chœur loue la vertu qui confère l'immortalité. Aman confie son désespoir à Zarès. Le chœur loue la vertu de Mardochée. Le lendemain, au cours d'un banquet Esther révèle les manœuvres d'Aman. Le chœur commente la chute d'Aman. Ce dernier demande l'extermination des Hébreux,  mais il est condamné à mort. Le chœur dénonce l'ambition.
- Acte V : Esther dit à Assuere que Dieu n'a jamais abandonné son peuple. Mardochée est nommé conseiller à la place d'Aman. Il rend grâce au Seigneur et fait le portrait du serviteur fidèle. Le chœur se réjouit du triomphe de la vertu. Zarès se lamente sur la mort de son époux et de leurs dix enfants pendus avec lui.